# The Light of Happiness
The Light of Happiness er en amerikansk stumfilm fra 1916 af John H. Collins.

## Medvirkende
- Viola Dana som Tangletop.
- George D. Melville som Henry Mullins.
- Lorraine Frost som Mollie Dean.
- Harry Linson som Myron Dean.
- Edward Earle som Lowell Van Orden.